# Михайлов, Михаил Антонович (ректор)
Миха́йлов Михаи́л Анто́нович (18 сентября 1917, Николаев — 17 октября 1995, Йошкар-Ола) — морской офицер, ректор Ташкентского института иностранных языков (ныне Узбекский государственный университет мировых языков) в 1950—1955 гг, педагог, преподаватель.

## Биография
Михаил Антонович родился в 1917 г. в городе Николаеве в многодетной семье.
С 1933 по 1938 год обучался в Одесском мореходном училище по специальности радиотехника и радиооператора 1-го разряда. После окончании училища был призван на срочную службу.
С 1938 по 1946 год Михайлов служил в Морской пограничной охране на офицерских должностях. Награждён медалями «За победу над Германией» и «За победу над Японией».
После демобилизации работал в Ташкентском институте иностранных языков на должности преподавателя, декана, ректора.
В 1956 году Михайлов с семьёй переехал в Йошкар-Олу, где был назначен деканом факультета иностранных языков Марийского государственного педагогического института имени Н. К. Крупской.
В 1960—1962 годах занимал должность секретаря партийной организации Поволжского лесотехнического института.
В 1965 году был избран секретарем партбюро МГПИ им. Крупской.
В 1968—1976 годах также являлся старшим преподавателем кафедры иностранных языков Марийского политехнического института.
С 1972 года работал в Марийском Государственном университете. Работая в трёх ВУЗах, он был первым, кто создал лингафонные кабинеты и другие технические средства для изучения иностранных языков.
Скончался 17 октября 1995 года.